# Czesław Szymański
Czesław Szymański ps. „Ceniek” (ur. 27 lutego 1907 w Łodzi, zm. 8 maja 1943 koło Głowna) – działacz KZMP, KPP, Frontu Walki za Naszą i Waszą Wolność, PPR i GL.

## Życiorys
W 1926 wstąpił do KZMP i został członkiem jego Komitetu Dzielnicowego (KD). Był działaczem związkowym w zakładach przemysłu bawełnianego, w których pracował. Na początku lat 30. odbył służbę wojskową w 27 Pułku Piechoty w Częstochowie, w którym prowadził agitację komunistyczną. Następnie został sekretarzem okręgowym KZMP w Zagłębiu Dąbrowskim. W 1932 ukończył kurs KC KZMP w Urlach koło Warszawy. Uczestniczył w IV Zjeździe KPP. Krótko działał w Mysłowicach, a po powrocie do Łodzi został sekretarzem Komitetu KZMP Łódź-Podokręg. 1933-1934 przebywał w ZSRR na kursie Komitetu Wykonawczego Kominternu. Po powrocie został sekretarzem KZMP w Łodzi. Ściśle współpracował z TUR. Był kilkakrotnie aresztowany i więziony za działalność komunistyczną, m.in. pod koniec 1936 został osadzony w obozie w Berezie Kartuskiej (do połowy 1937). Po zwolnieniu działał w Zagłębiu i na Śląsku.
Po wrześniu 1939 przeniósł się na tereny zajęte przez ZSRR. W Białymstoku pracował w fabryce i był przewodniczącym Komitetu Fabrycznego. Po czerwcu 1941 wrócił do Łodzi, gdzie był współzałożycielem Frontu Walki za Naszą i Waszą Wolność. Na początku 1942 został jej kierownikiem na miasto Łódź. W czerwcu 1942 w Warszawie nawiązał kontakt z przedstawicielami PPR i GL i przywiózł do Łodzi deklarację programową PPR i wskazówki organizacyjne, a następnie, po naradzie, wraz z całą organizacją przeszedł do PPR. Został szefem obwodowego sztabu GL. Organizował placówki GL i przygotowywał je do akcji zbrojnych. Utworzył łódzką specgrupę GL. Na początku maja 1943 został dowódcą pierwszego oddziału partyzanckiego w okręgu Łódź-Miasto oraz dowodził Młodzieżowym Oddziałem Gwardii Ludowej „Promieniści”. Zginął w walce z Niemcami w leśniczówce w lasach psarskich koło Głowna.
W latach 1965-1989 Czesław Szymański był patronem Łódzkiego Pułku Obrony Terytorialnej w Wiśniowej Górze koło Łodzi.

## Awanse
- oficer Gwardii Ludowej - 1942
- podpułkownik - pośmiertnie

## Odznaczenia
- Order Krzyża Grunwaldu III klasy - pośmiertnie